# Resolutie 2158 Veiligheidsraad Verenigde Naties
Resolutie 2158 van de Veiligheidsraad van de Verenigde Naties werd op 29 mei 2014 met unanimiteit van stemmen aangenomen door de VN-Veiligheidsraad. De resolutie verlengde de het jaar tevoren opgerichte bijstandsmissie in Somalië met een jaar. De missie werkte er samen met de AMISOM-vredesmacht van de Afrikaanse Unie en de UNSOA-missie van de VN die AMISOM ondersteunde.

## Achtergrond
In 1960 werden de voormalige kolonies Brits-Somaliland en Italiaans-Somaliland onafhankelijk en samengevoegd tot Somalië. In 1969 greep het leger de macht en werd Somalië een socialistisch-islamitisch land. In de jaren 1980 leidde het verzet tegen het totalitair geworden regime tot een burgeroorlog en in 1991 viel het centrale regime. Sindsdien beheersten verschillende groeperingen elk een deel van het land en viel Somalië uit elkaar. Toen milities van de Unie van Islamitische Rechtbanken de hoofdstad Mogadishu veroverden, greep buurland Ethiopië in en heroverde de stad. In 2007 stuurde de Afrikaanse Unie met toestemming van de Veiligheidsraad 8000 – later 12.000 – vredeshandhavers naar Somalië. In 2008 werd piraterij voor de kust van Somalië een groot probleem. In september 2012 trad er na verkiezingen een nieuwe president aan, Hassan Sheikh Mohamud, die met zijn regering de rol van de tijdelijke autoriteiten die Somalië jarenlang hadden bestuurd moest overnemen.

## Inhoud
In Somalië moesten dringend een federaal systeem ontwikkeld, de federale grondwet ingevoerd en de verkiezingen van 2016 voorbereid worden. Er was bezorgdheid om de spanningen in Baidoa en de mogelijke confrontatie tussen Puntland en Somaliland.
UNSOM's mandaat werd met twaalf maanden verlengd.
De terreuraanslagen door Al-Shabaab in Somalië en de regio, en dan vooral in Mogadishu, werden sterk veroordeeld. Ook de humanitaire situatie in het land stemde tot zorg. 2,9 miljoen mensen hadden noodhulp nodig.

## Verwante resoluties
- Resolutie 2125 Veiligheidsraad Verenigde Naties (2013)
- Resolutie 2142 Veiligheidsraad Verenigde Naties
- Resolutie 2182 Veiligheidsraad Verenigde Naties
- Resolutie 2184 Veiligheidsraad Verenigde Naties

Lijst ·  2133 ·  2134 ·  2135 ·  2136 ·  2137 ·  2138 ·  2139 ·  2140 ·  2141 ·  2142 ·  2143 ·  2144 ·  2145 ·  2146 ·  2147 ·  2148 ·  2149 ·  2150 ·  2151 ·  2152 ·  2153 ·  2154 ·  2155 ·  2156 ·  2157 ·  2158 ·  2159 ·  2160 ·  2161 ·  2162 ·  2163 ·  2164 ·  2165 ·  2166 ·  2167 ·  2168 ·  2169 ·  2170 ·  2171 ·  2172 ·  2173 ·  2174 ·  2175 ·  2176 ·  2177 ·  2178 ·  2179 ·  2180 ·  2181 ·  2182 ·  2183 ·  2184 ·  2185 ·  2186 ·  2187 ·  2188 ·  2189 ·  2190 ·  2191 ·  2192 ·  2193 ·  2194 ·  2195